# Ceratoconus alvarengai
Ceratoconus alvarengai är en tvåvingeart som beskrevs av Prado 1976. Ceratoconus alvarengai ingår i släktet Ceratoconus och familjen puckelflugor. Inga underarter finns listade i Catalogue of Life.